# Dubai (Emirat)
Dubai (arabisch دبي Dubayy dʊˈbæj) ist eines der sieben Emirate der Vereinigten Arabischen Emirate (VAE) am Persischen Golf.
Das Emirat Dubai liegt auf der Arabischen Halbinsel am Persischen Golf und ist mit 3.885 km² und 3,5 Mio. Einwohnern mittlerweile vor Abu Dhabi das bevölkerungsreichste Emirat der VAE. Der Herrscher von Dubai, Scheich Muhammad bin Raschid Al Maktum, ist Vizepräsident und Premierminister der VAE (Staatsoberhaupt ist der Emir von Abu Dhabi, siehe Wahlmonarchie). 
Die Hauptstadt und dominierendes Zentrum des Emirats Dubai ist die Stadt Dubai, die manchmal zur Abgrenzung vom Emirat als Dubai-Stadt bezeichnet wird. Da ca. 85 % der Einwohner des Emirats in der Hauptstadt leben, spielt sich hier fast das gesamte wirtschaftliche, soziale, kulturelle und politische Leben des Emirats ab.
Das Emirat ist für seine vielen spektakulären Bauprojekte wie Wolkenkratzer, Einkaufszentren, künstlich angelegte Inseln und Vergnügungsparks bekannt, seine Hauptstadt war Sitz der 28. UN-Klimakonferenz (COP 28) vom 30. November bis 13. Dezember 2023.

## Geographie
Das Emirat erstreckt sich zwischen Abu Dhabi im Südwesten und Schardscha (in den Emiraten übliche Schreibweise: Sharjah) im Nordosten. Die Exklave Hatta liegt im Hadschar-Gebirge an der Grenze zu Oman. Der größte Teil des Emirats besteht aus Wüste.

### Klima
Dubai hat ein heißes, arides Klima. Die Sommer in Dubai sind extrem heiß, windig und trocken mit einer durchschnittlichen Höchsttemperatur um 40 °C und nächtlichen Tiefsttemperaturen um die 30 °C. Die Sonne scheint an den meisten Tagen im Jahr. Die Winter sind kühl und kurz mit einer durchschnittlichen Höchsttemperatur um 23 °C und nächtlichen Tiefsttemperaturen um die 14 °C. Die Niederschlagsmenge ist in den letzten Jahrzehnten gestiegen und erreicht aktuell um die 150 mm pro Jahr.
|                        | Jan  | Feb  | Mär  | Apr  | Mai  | Jun  | Jul  | Aug  | Sep  | Okt  | Nov  | Dez  |   |      |
| Mittl. Temperatur (°C) | 19   | 20   | 22,5 | 26   | 30,5 | 33   | 34,5 | 35,5 | 32,5 | 29   | 24,5 | 21   | ⌀ | 27,4 |
| Mittl. Tagesmax. (°C)  | 24,0 | 25,4 | 28,2 | 32,9 | 37,6 | 39,5 | 40,8 | 41,3 | 38,9 | 35,4 | 30,5 | 26,2 | ⌀ | 33,4 |
| Mittl. Tagesmin. (°C)  | 14,3 | 15,4 | 17,6 | 20,8 | 24,6 | 27,2 | 29,9 | 30,2 | 27,5 | 23,9 | 19,9 | 16,3 | ⌀ | 22,3 |
|                        |      |      |      |      |      |      |      |      |      |      |      |      |   |      |
| Niederschlag (mm)      | 15,6 | 25,0 | 21,0 | 7,0  | 0,4  | 0,0  | 0,8  | 0,0  | 0,0  | 1,2  | 2,7  | 14,9 | Σ | 88,6 |
|                        |      |      |      |      |      |      |      |      |      |      |      |      |   |      |
| Regentage (d)          | 5    | 7    | 6    | 3    | 0    | 0    | 1    | 0    | 0    | 0    | 1    | 5    | Σ | 28   |

| 14,3 |

| 15,4 |

| 17,6 |

| 20,8 |

| 24,6 |

| 27,2 |

| 29,9 |

| 30,2 |

| 27,5 |

| 23,9 |

| 19,9 |

| 16,3 |

| 14,3 |

| 15,4 |

| 17,6 |

| 20,8 |

| 24,6 |

| 27,2 |

| 29,9 |

| 30,2 |

| 27,5 |

| 23,9 |

| 19,9 |

| 16,3 |

## Geschichte
An der Mündung des Dubai-Creeks existierte schon lange eine kleine Siedlung von Perlentauchern und Fischern.
1833 begann die Herrschaft der Al Maktum, als diese sich, mit Unterstützung von Schardscha, von Abu Dhabi lossagten. 1853 schloss Dubai mit Großbritannien einen Vertrag, der diesem die Verteidigung und Außenpolitik überließ und wurde damit ein Teil der Trucial States, wie die späteren VAE damals genannt wurden.
Im 20. Jahrhundert entwickelte sich der Hafen Dubai zu einem wichtigen Handelszentrum in der Golfregion. Zwar brach auch in Dubai 1930 die Perlenfischerei zusammen, doch waren die wirtschaftlichen Auswirkungen wegen der Einnahmen durch den Seehandel nicht so verheerend wie in den benachbarten Emiraten am Persischen Golf. Mit den ersten Erdölfunden begann sich seit 1966 auch die Erdölindustrie zu entwickeln.
Am 2. Dezember 1971 entließ Großbritannien die ehemaligen Trucial States, zu denen auch Dubai gehörte, in die Unabhängigkeit. Unter Führung von Abu Dhabi wurden die Vereinigten Arabischen Emirate aus den ehemaligen Trucial States, Abu Dhabi, Dubai, Schardscha, Umm al-Qaiwain, Fudschaira und Adschman (engl. Umschreibung: Ajman) gegründet. Am 10. Februar 1972 trat dann auch Ra’s al-Chaima als siebter und letzter ehemaliger Trucial State der Föderation bei.
Die Herrscherfamilie von Dubai stellt dabei traditionell mit dem Premierminister, dem Finanz- und Industrieminister sowie dem Verteidigungsminister wichtige Regierungsämter der VAE.

## Politik

### Politisches System
Das Emirat Dubai ist eine absolutistische Monarchie, die seit 1833 von der Familie Maktum beherrscht wird. Es gibt kein Parlament, in der traditionellen Madschlis können sich Einwohner an den Herrscher wenden. Seit 1971 ist Dubai in das föderale System der Vereinigten Arabischen Emirate (VAE) eingebunden, eine Föderation von sieben teilautonomen Emiraten (mit einer Verfassung von 1971). Der Emir von Dubai hat ein Vetorecht auf Bundesebene und ist traditionell Premierminister der VAE und Verteidigungsminister.
Der Dubai Executive Council besteht seit 2003 und ist der eigene zentrale Regierungsapparat Dubais. Ende 2006 wurde der Erbprinz Hamdan bin Muhammad Al Maktum zum Vorsitzenden des Rates ernannt. Der Executive Council unterstützt den Herrscher des Emirats und Premierminister der VAE, Scheich Muhammad bin Raschid Al Maktum, bei der Vorbereitung von Entwicklungsplänen für Dubai und bei der Formulierung und Implementierung von Gesetzen auf Emirats- und Bundesebene.

### Herrscher von Dubai
Die Herrscher von Dubai im Einzelnen (bin bedeutet „Sohn des“, also z. B. Muhammad bin Raschid „Muhammad, Sohn des Raschid“):
- Maktum bin Buti (1833–1852)
- Said bin Buti (1852–1859)
- Hascher bin Maktum (1859–1886)
- Raschid bin Maktum (1886–1894)
- Maktum bin Hascher (1894–1906)
- Buti bin Suhail (1906–1912)
- Said bin Maktum (1912–1958)
- Raschid bin Said (1958–1990)
- Maktum bin Raschid (1990–2006), verstarb Anfang 2006 während eines Aufenthaltes in Australien; übergangsweise Präsident der VAE am 2. und 3. November 2004 (nach dem Tod des damaligen Präsidenten Zayid bin Sultan Al Nahyan)
- Muhammad bin Raschid (seit 2006)

## Demographie und Arbeitsmigration
In Dubai sind, wie auch im Rest des Landes, die Emirater in der Minderheit. Etwa 85 % der Einwohner sind Ausländer und sie erbringen den größten Teil der Wirtschaftsleistung. Die meisten Arbeitsmigranten kommen aus dem südlichen Asien (Indien, Pakistan, Bangladesch, Sri Lanka) und den Philippinen, aber auch aus Afrika (Sudan, Ägypten, Algerien, Somalia, Äthiopien, Kenia, Nigeria, Tansania), Europa (darunter ca. 8.000 aus Deutschland) und aus den USA und Kanada. Oftmals müssen sie bei der Einreise ihren Pass abgeben (Siehe auch den Abschnitt Arbeitsimmigranten im Artikel „Vereinigte Arabische Emirate“, den Artikel Kafala). Da vorrangig jüngere kräftige Männer für gering qualifizierte Arbeiten (vor allem am Bau) angeworben werden, sind zurzeit nur etwa ein Viertel aller Einwohner weiblich. Dieses Missverhältnis dürfte sich erst entspannen, wenn den Arbeitsmigranten erlaubt wird, ihre Angehörigen nachkommen zu lassen.
Während die einheimische Bevölkerung und hochqualifizierte Arbeitsmigranten aus Europa und Nordamerika in der Regel sehr wohlhabend sind, verfügen die meisten ungelernten Arbeitsmigranten nur über äußerst geringe Einkommen von weniger als 5 US-Dollar pro Arbeitstag.
In Dubai gibt es laut World Wealth Report 68.000 US-Dollar-Millionäre, die knapp 4,6 % der Bevölkerung Dubais ausmachen. Dies ist eine der höchsten Millionärsdichten der Welt. Dieses Verhältnis wird noch ausgefallener, wenn man davon ausgeht, dass ein Großteil dieser 68.000 Dollar-Millionäre unter den rund 15 % Einheimischen, also unter rund 200.000 Personen zu finden sind. Das durchschnittliche Pro-Kopf-Einkommen betrug 2005 ca. 28.000 US-Dollar.

## Religion und Sprache
Der Islam ist Staatsreligion. Die Mehrheit der Bewohner Dubais sind Sunniten. Allerdings gibt es auch Hindus, Sikhs, Schiiten und Christen. Die katholische Pfarrei der Stadt Dubai umfasst rund 70.000 Mitglieder. Dubai ist das einzige Emirat der VAE, in dem es einen Hindu-Tempel und eine Sikh-Gurudwara gibt.
Die offizielle Sprache des Emirats und der Stadt Dubai ist Arabisch, doch ist Englisch als Alltagssprache sehr weit verbreitet. Fast alle jüngeren Emirater und ein großer Teil der angeworbenen Arbeitskräfte können sich auf Englisch verständigen, was das Zusammenleben in dieser ausgeprägt multikulturell koexistierenden Gesellschaft erleichtert.
Das Wochenende in Dubai und den Vereinigten Arabischen Emiraten ist seit September 2006 auf Freitag und Samstag festgelegt (zuvor Donnerstag und Freitag). Alle staatlichen und öffentlichen Institutionen, Regierungseinrichtungen sowie Privatschulen sind an diese Regelung gebunden. Jedoch besteht für einen Großteil der Arbeitsmigranten eine Sechstagewoche, bei der der arbeitsfreie Tag nur der Freitag ist.

## Rechtsprechung
Auswärtige (z. B. Touristen und Gastarbeiter) wissen oft nicht, dass die Rechtsprechung in Dubai härter als in vielen anderen muslimischen Ländern ist. Diese basiert auf der Schari'a und entspricht in weiten Teilen nicht ihren westlichen Pendants, sowohl in der Härte der Urteile als auch in der Frage, welche Taten strafbare Delikte darstellen.
So gibt es zum Beispiel für Drogenbesitz, für das Auffallen durch Alkoholisierung in der Öffentlichkeit, Homosexualität und für den Besitz von pornographischem Material sowie für den Besitz von nicht ärztlich verordneten Medikamenten verschieden hohe Haftstrafen.
Internationales Aufsehen erregte ab Juli 2007 der Fall eines 15-jährigen Franzosen, der in Dubai von drei Einheimischen, einer davon HIV-infiziert, vergewaltigt wurde und dem von einem Arzt eine strafrechtliche Verfolgung angedroht wurde, nachdem ihm vorgeworfen wurde, homosexuell zu sein. Es kam allerdings zu keinem Verfahren gegen den Jugendlichen. Am 12. Dezember 2007 wurden zwei der drei Vergewaltiger zu jeweils 15 Jahren Haft verurteilt.
2013 zeigte eine Norwegerin bei der Polizei in Dubai an, von einem Arbeitskollegen vergewaltigt worden zu sein; sie wurde vorübergehend festgenommen und später wegen außerehelichen Geschlechtsverkehrs von einem Gericht zu 16 Monaten Haft verurteilt und verlor ihre Arbeitsstelle wegen „unpassenden Verhaltens“. Nach internationalen Protesten wurde sie begnadigt.
Aufsehen erregte der Fall einer 29-jährigen Österreicherin, die im Dezember 2013 in Dubai vergewaltigt wurde. Nach der Anzeige bei der Polizei musste sie nicht nur ihren Pass abgeben, sondern sah sich mit der Möglichkeit konfrontiert, ins Gefängnis zu kommen, sollte sie ihren Peiniger nicht ehelichen. Nach einer Intervention des österreichischen Außenministers konnte die Frau Dubai am 30. Januar 2014 verlassen.
Hart durchgegriffen wird auch in Fällen von öffentlichem Cross-Dressing und Transvestitismus.
Bezeugungen der gegenseitigen Zuneigung in der Öffentlichkeit (wie Küssen oder Austausch von Zärtlichkeiten) kann mit Gefängnis-, Geldstrafen oder Deportation geahndet werden; außerehelicher Sex ist strafbar; auch das Zusammenleben von nicht verheirateten Paaren ist illegal.

## Wirtschaft
Machten vor 1990 die Einkünfte aus dem Verkauf von Erdöl noch rund 50 Prozent des gesamten Bruttoinlandsprodukts des Emirats aus, so sind es 20 Jahre später gerade noch 5 Prozent. Das gesamte Bruttoinlandsprodukt lag im Jahr 2007 bei etwa 198 Milliarden Dirham (rund 42,5 Milliarden Euro). Das Pro-Kopf-Einkommen lag damit bei umgerechnet rund 31.000 Euro.
Dubais außerordentliches Wachstum während der letzten Jahrzehnte ist neben dem Erdölreichtum auch der sehr liberalen Wirtschaftspolitik zu verdanken. Es gibt nur wenige Vorschriften, die den Wirtschaftsverkehr beschränken. Die Umweltschutzauflagen sind gering, eine Kontrolle der Finanzen und des Geschäftsverkehrs findet kaum statt. Zudem gilt Dubai als Steuerparadies: Es werden keine direkten Steuern auf das Einkommen (Einkommensteuer) erhoben. Jedoch gibt es seit 2023 eine 9 % Körperschaftssteuer, die auch für Unternehmen in Freezones gilt. Dabei gibt es einen Freibetrag von etwa 100.000 USD, der nicht versteuert werden muss. Ausnahmen gibt es lediglich für wenige Unternehmen, die sogenannten Qualified Activities wie Rohstoffhandel, Schifffahrt oder ähnliches betreiben. Zudem gibt es die Möglichkeit bis 2026 einen Small Business Relief zu beantragen welche Steuerfreiheit für Unternehmen bis 3 Mio. AED garantiert. Dubais Wirtschaft wird von zwei großen Staatsunternehmen beherrscht, der Dubai World und der Investment Corporation of Dubai (ICD).
Dubai hat im März 2006 das Gesetz Nr. 7 für Eigentumsrechte und Grundbucheintrag erlassen. Dieses Gesetz regelt die Eigentumsrechte von Immobilien und die Eintragung ins Grundbuch. Mittlerweile gibt es klare Regelungen was Eigentum betrifft und ausländische Investoren können in weiten Teilen von Dubai Immobilien kaufen und eigenständig besitzen. Alle Transaktionen laufen über die Blockchain und werden über das Dubai Land Department geregelt. Verfügbare Immobilien und neue Projekte finden sich auf Portalen wie Propertyfinder, Bayut oder deutschen Seiten wie Dubai Immobilien. Seinen Staatshaushalt bestreitet das Emirat aus den Einnahmen durch Erdöl – inzwischen überwiegend mit den vertraglichen Zuweisungen aus Abu Dhabi – aus Zöllen und wenigen indirekten Steuern: eine Steuer auf Luxusgüter von 10 %, eine Tabaksteuer von 100 %, eine Umsatzsteuer für die Gastronomie von 5 % und eine Mietsteuer von 5 % oder 10 %.

### Auswirkungen der Weltwirtschaftskrise
Dubai World ist die staatseigene Investmentgesellschaft des Emirats. Zu ihr gehören unter anderem der Hafenbetreiber DP World, der Projektentwickler Nakheel und die Beteiligungsgesellschaft Istithmar World. Die ab 2007 einsetzende Weltwirtschaftskrise hat auch das Finanzgerüst der staatlichen Bau- und Servicedienstleister in Bedrängnis gebracht: bis Herbst 2009 sind z. B. die Immobilienpreise um ca. 50 Prozent gefallen, die Kreditbedienungen sind ins Stocken geraten, Schulden haben sich angehäuft. Das einst rasante Bautempo ist auf Normalmaß und bestenfalls Auftragsabwicklung heruntergefahren, neue Planungen werden zurzeit nicht vorgestellt. Nakheel musste infolge der Krise bereits 12.000 Beschäftigte entlassen.
Viele der international breit gestreuten Investoren, auf die fast alle Projekte angewiesen sind, fielen aus oder haben sich zurückgezogen. Nur durch massive Hilfe aus dem Investmentfonds Dubais mit Rückendeckung der VAE-Regierung konnten bisher Insolvenzen im staatseigenen Bereich verhindert werden. Zudem verfügte die Regierung Dubais am 25. November 2009 einen Zahlungsaufschub der fälligen Kredite für ein halbes Jahr ihrer Holding-Gesellschaft Dubai World und deren Tochterfirma Nakheel. Die Ankündigung löste einen weltweiten Kurssturz an den Aktienmärkten aus und führte zur Rückstufung der Bonität der staatseigenen und staatsnahen Unternehmen Dubais durch Moody’s. Bereits Anfang Dezember 2009 wird die heftige Reaktion der Finanzmärkte als zu nervös und überzogen bewertet, es bleibt jedoch ein Vertrauensverlust in die bisher ungebrochene Stabilität und Verlässlichkeit Dubais festzustellen. Das Zahlenwerk, soweit es veröffentlicht oder realistisch schätzbar ist, sieht im weltweiten Maßstab nicht beängstigend aus: Zahlungsaufschub 3,5 Milliarden USD; Gesamtverschuldung offiziell bekanntgegeben: 80 Milliarden; vermutete Schuldenlast: 130–150 Milliarden USD.

### Bauprojekte

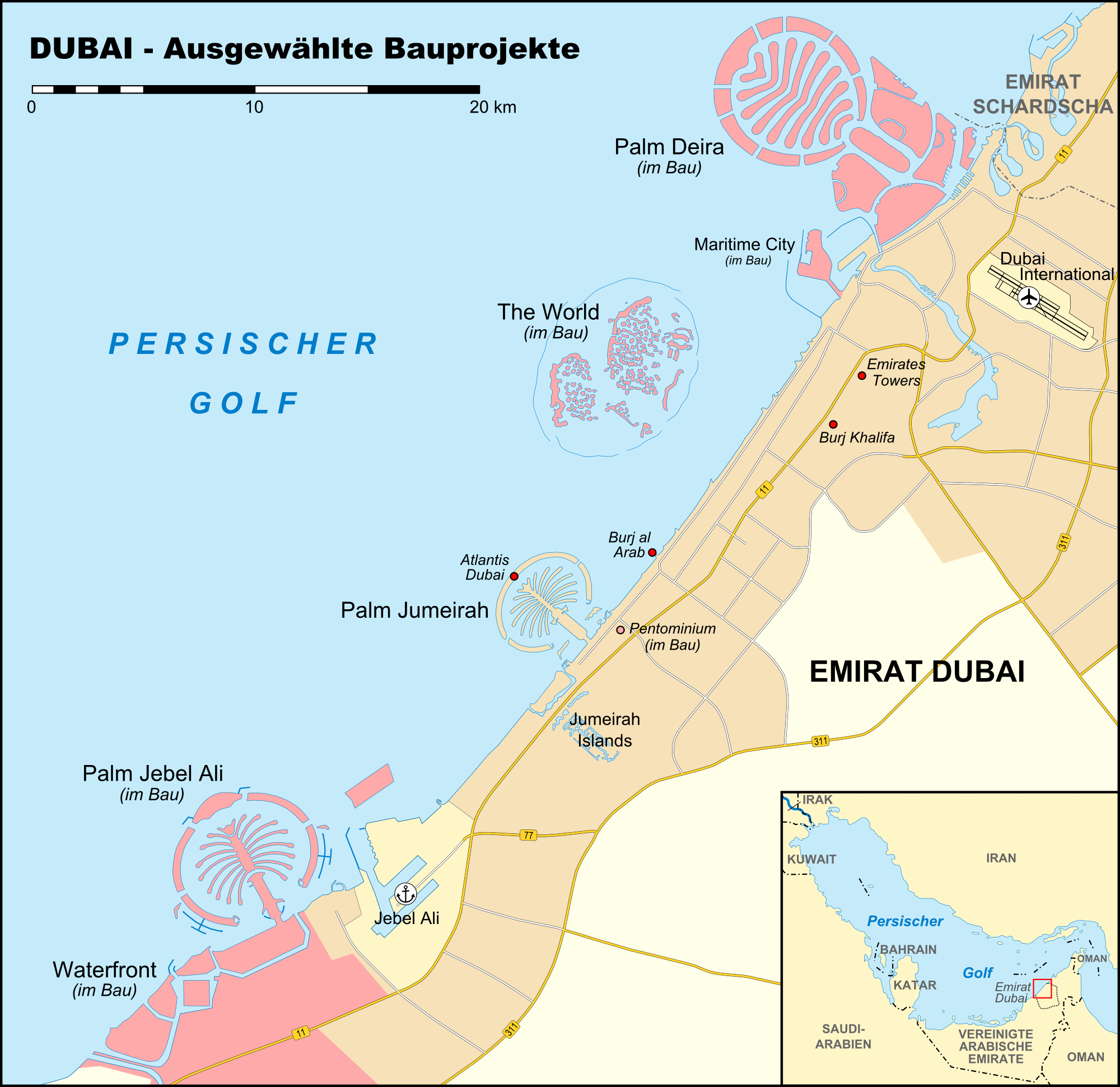
Ausgewählte Bauprojekte Dubais, Stand 2010

Dubai ist vor allem für seine vielen spektakulären Bauprojekte bekannt; es beherbergt die weltweit größte Zusammenballung von laufenden und geplanten Immobilienprojekten, die – fast ausschließlich kreditfinanziert – ein hohes Spekulationspotential beinhalten.
Der Grund für den bisherigen Bauboom war aber weniger staatliche Förderung; fast alle Projekte werden von privaten Investoren getragen; häufig werden die Objekte über Immobilienfonds breit gestreut finanziert. Ursächlich sind vielmehr die wenigen Bauvorschriften und die unbürokratische Abwicklung der Projekte durch speziell damit beauftragte Firmen, die oft an der staatlichen Verwaltung vorbei agieren (dürfen). Dazu kommt, wie bei allen Investitionen, die Erwartung zukünftiger Gewinne. Baugenehmigungen für Großprojekte erteilt der Emir persönlich nach seinen Vorstellungen und ohne Umweltverträglichkeitsprüfungen oder langwierige Bürgerbeteiligung. Beschleunigt wurde das ohnehin schon rasante Investitionstempo noch einmal ab 2002, als es ausländischen Privatinvestoren gesetzlich ermöglicht wurde, Grundstücke und Hausanteile in einigen definierten Lagen Dubais zu erwerben.
Ursache für die große Gewinnerwartung der Investoren ist, dass der Emir Dubai zu einer prosperierenden globalen Metropole entwickeln will, vergleichbar dem Stadtstaat Singapur. Durch die starke Bautätigkeit und die bis Herbst 2008 ungebrochene Investitionsfreude wurde dieses Konzept lange zu einer sich selbsterfüllenden Prophezeiung. Die Bautätigkeit weckte das Interesse von Touristen und Geschäftsleuten und demonstriert eine prosperierende Wirtschaft.
Den Anfang des Baubooms machte das World Trade Centre Ende der 1970er Jahre – damals das höchste Gebäude der arabischen Welt. Es spielt im heutigen Stadtbild eine eher unauffällige Rolle, denn im Laufe der folgenden Jahrzehnte kamen eine Vielzahl noch höherer, modernerer und interessanterer Gebäude hinzu; zunächst in Deira, wo die modernen Glashochhäuser noch heute einen bei Fotografen beliebten Kontrast zu den davor ankernden altertümlichen Daus bieten. Seit Mitte der 1990er Jahre jedoch vor allem entlang der sich viele Kilometer lang nach Süden erstreckenden Scheich-Zayid-Straße, an der zahllose Wolkenkratzer entstanden sind, von denen wohl bereits jeder einzelne das Stadtbild einer mitteleuropäischen Großstadt entscheidend prägen würde. Insgesamt wurden seit 1990 weit über 200 Wolkenkratzer mit mehr als 150 Metern Höhe gebaut bzw. mit deren Bau begonnen, davon 20 mit über 300 Metern Höhe.
Ehrgeizige Hotelprojekte haben Dubai bekannt gemacht, vor allem seit 1999 das Wahrzeichen der Stadt, der 321 Meter hohe Burj al Arab in Form eines Segels, mit „sieben Sternen“ (offiziell nur 5 Sterne) eines der luxuriösesten Hotels der Welt. Ebenfalls weithin sichtbar sind die Emirates Towers, der höhere der beiden Türme misst 355 Meter. Auf einer der Palmeninseln wurde 2008 Atlantis Dubai errichtet, ein riesiges Luxushotel mit 1539 Zimmern und angeschlossenem Aquapark.

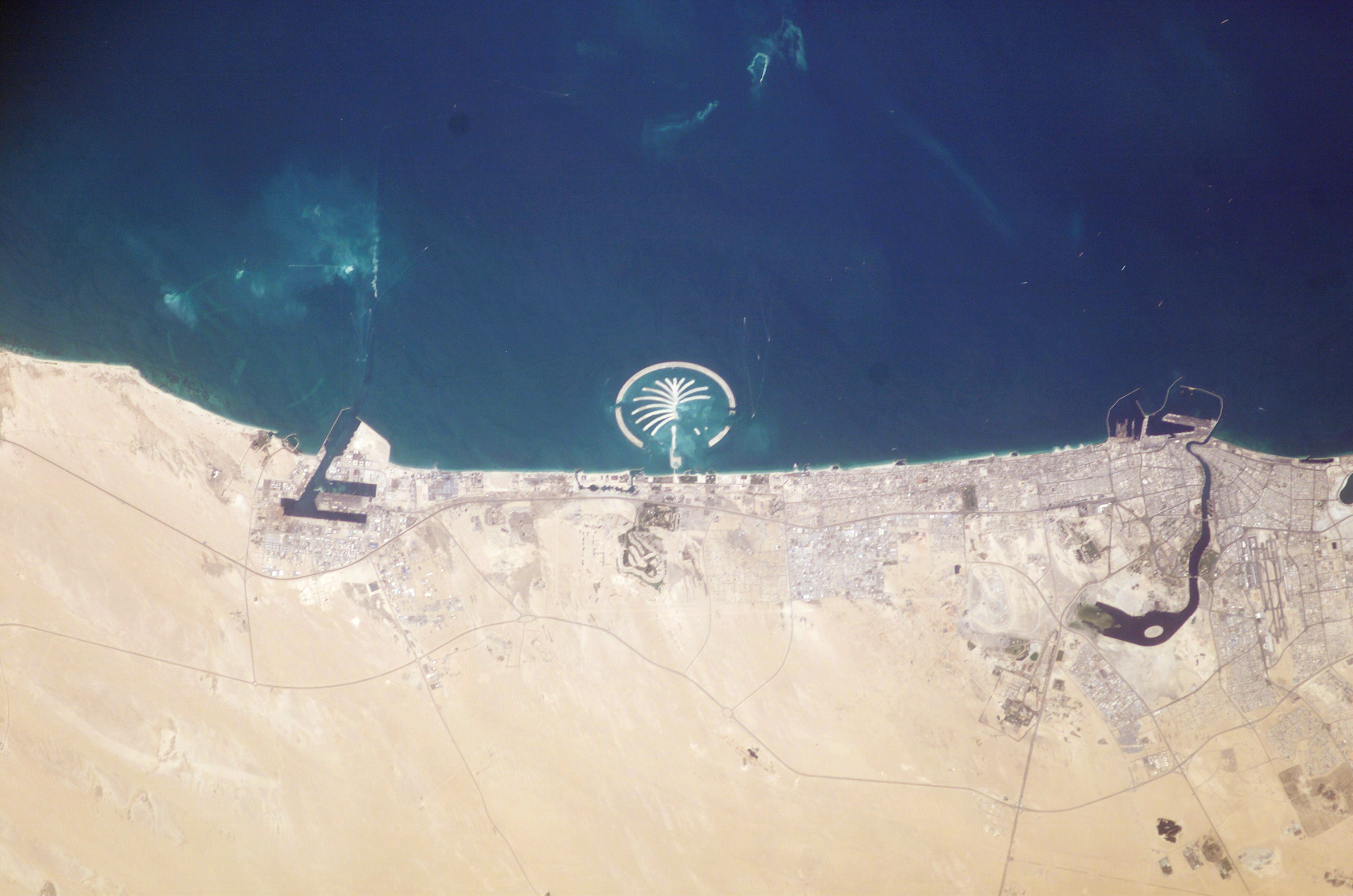
Künstliche Insel „The Palm, Jumeirah“ vor der Küste Dubais begonnen 2001, Zustand: 2003

Vor der Küste der Stadt wurden und werden große künstliche Inseln für Luxusvillen, Yachthäfen und Touristenresorts aufgeschüttet: die Palmeninseln (engl. Umschreibung: Palm Islands) jeweils in Form einer Palme und The World Dubai, eine künstliche Inselgruppe in Form der Weltkarte.
Durch Ansiedlung von Meeresflora und -fauna möchte man die zu erwartenden ökologischen Schäden durch die Landaufspülungen kompensieren.
Der Burj Khalifa (in der Entstehungsphase Burj Dubai) wurde am 4. Januar 2010 eröffnet, ist mit einer Höhe von 828 m das mit Abstand höchste Bauwerk der Welt und überragt neben anderen Wolkenkratzern auch alle Fernsehtürme und Sendemasten. Er bildet den Mittelpunkt des neuen Stadtzentrums Downtown Dubai, in dem im November 2008 mit Dubai Mall auch eines der größten Einkaufszentren der Welt eröffnete.
Für nahezu alle Bauprojekte gilt: die Weltwirtschaftskrise und ihre spezifische Dubaier Finanzkrisenvariante wirken sich auf Umfang, Zeitrahmen und Folgeinvestitionen der Projekte zumindest verzögernd aus, die bisherigen Zielvorstellungen sind seit Anfang 2009 praktisch aufgehoben. Ganze Baufelder mit zahlreichen Einzel- und Gruppenprojekten wurden stillgelegt, das Personal entlassen. Ende 2009 werden die Folgen auf den Dubaier Gesamtmarkt trotz des Einbruchs der Immobilienpreise um rund 50 % (zweck)optimistisch bereits wieder als absehbar und wirtschaftlich beherrschbar dargestellt. Andere Beobachter halten den Dubaier Immobilientraum vorerst für ausgeträumt: die zu einseitige Konzentration auf Großbauten, für die für längere Zeit keine realistische Nachfrage bestehe, werde zum völligen Zusammenbruch des Immobilienmarktes führen.

### Tourismus
Da der Emir von Dubai erkannt hat, dass die Erdölreserven des Emirats in absehbarer Zeit erschöpft sein werden, wurde der Tourismus in den letzten Jahren sehr verstärkt. Ausgangspunkt dafür war der Bau des Luxusresorts Madinat Jumeirah, des Hotels Burj al Arab und des Jumeirah Beach Hotels, die der Jumeirah Group, einer Hotelkette im Besitz der Herrscherfamilie von Dubai, der Al Maktum angehören. Dubai hatte 2008 eine Kapazität von rund 28.000 Hotelzimmern. Der Tourismus ist ein seit Jahren stark wachsender Wirtschaftsfaktor (2005: 6 Mio. Touristen, 2012: 10 Mio.). und bringt Dubai zurzeit ca. 26,2 % seiner Gesamteinnahmen ein.
Seit Juni 2007 ist Dubai der Eigner der Queen Elizabeth 2, vormals unter der Flagge der britischen Reederei Cunard Line. Das staatliche Unternehmen Istithmar World kaufte den Luxusliner für 100 Millionen Dollar und baute ihn zu einem schwimmenden Hotel der Premiumklasse mit bordeigenem Einkaufsparadies um. Am 18. April 2018 eröffnete die Queen Elizabeth 2 als Luxushotel im Hafen von Dubai.

### Energiewirtschaft
Die Erdölvorkommen haben den Boom Dubais begründet und die gewaltigen Infrastruktur-Investitionen der letzten Jahrzehnte trotz niedriger Steuern ermöglicht. Doch die Ölvorkommen des Emirats sind begrenzt; man schätzt, dass sie bis 2030 erschöpft sein werden. Daher versucht Dubai bereits seit längerem, vom Erdöl unabhängig zu werden und stattdessen in den Bereichen Handel, Finanzen und Tourismus zu wachsen. Nur noch etwa 5 % des Bruttoinlandsproduktes stammen aus der Erdölindustrie.
Um sich vom Erdöl unabhängiger zu machen, plant Dubai einen massiven Ausbau der erneuerbaren Energien, die bis 2050 75 % der gesamten Energie Dubais liefern sollen. 2017 vergab der staatliche Energieversorger des Ölstaates Dubai einen Auftrag über ein Solarturmkraftwerk mit 700 MW Nennleistung. Das Kraftwerk soll ein Teil des Solarparks Mohammed bin Raschid al-Maktum werden, der bis 2030 auf eine Leistung von 5.000 MW ausgebaut werden soll. Das Solarthermiekraftwerk soll das größte bisher realisierte Solarturmkraftwerk werden, etwa 3,9 Mrd. Dollar kosten und Stromgestehungskosten von 6 ct/kWh erreichen.

### Handel und Verkehr

Dubai mit Dubai Creek – Tradition und Moderne

Dubai gilt als eines der größten Handelszentren Asiens. Dazu trägt die günstige geografische Lage entlang des See- und Luftweges von Asien nach Europa, die großzügigen und modernen Hafenanlagen Mina Rashid und Jebel Ali, der große und moderne Flughafen Dubai und die drei Freihandelszonen Freihandelszone Jebel Ali, Dubai Internet City und Internationales Finanzzentrum Dubai bei. Zurzeit plant Dubai den Flughafen Dubai-World Central zum weltgrößten Flughafen auszubauen. Um den Flughafen herum auf einer Gesamtfläche von 240 Quadratkilometern soll eine Handels- und Wohnstadt entstehen. Der erste Teil, die Logistikstadt Dubai, soll im Jahr 2008 fertiggestellt sein und das erste Modul der Flughafenstadt bilden.
Der Handel hat in Dubai eine lange Tradition. Schon seit Jahrhunderten legen im Creek die traditionellen Daus an, um Waren aus Indien und China auf die arabische Halbinsel zu bringen.
Während die Ölvorkommen Dubais weitgehend erschöpft sind, reichen die enormen Vorkommen Abu Dhabis, die 10 % der OPEC-Produktion ausmachen, noch weitere 40 Jahre. Die anderen fünf kleinen Emirate der VAE besitzen keine Erdölvorkommen.

### Finanzwirtschaft
In Dubai befinden sich unter anderem die Handelsplätze Dubai Financial Market, NASDAQ Dubai (beide unter dem Dach der Borse Dubai) und Dubai Gold & Commodities Exchange.